# Мюльфельд, Ойген Мегерле фон
Ойген Александр Мегерле фон Мюльфельд (нем. Eugen Alexander Megerle von Mühlfeld; 3 мая 1810, Вена, — 24 мая 1868, Хитцинг (ныне в черте Вены)) — австрийский юрист и либеральный политик.

## Биография
Мюльфельд был сыном налогового чиновника Иоганна Георга Мегерле фон Мюльфельда и его жены Катарины, урожденной Пашки. Современники считали его внебрачным сыном Наполеона.
Учился в Венском университете и имел две докторские степени (по философии и по праву). Был одним из самых успешных и уважаемых адвокатов Вены. В 1848 году выиграл выборы во Франкфуртское национальное собрание в избирательном округе № 1 (за время работы собрания состоял в правой фракции «Café Milani» и центристской фракции «Pariser Hof»). Позднее был членом нижнеавстрийского ландтага и австрийского рейхсрата, а также президентом венской адвокатской палаты. Мюльфельд выступал за отмену смертной казни, подсудность суду присяжных и отмену конкордата. Несмотря на своё высокое общественное положение, он испытывал постоянные финансовые трудности, поскольку помимо семьи должен был обеспечивать и любовницу, Иоганну фон дер Гог.
В 1872 году во 2-м венском округе Леопольдштадт появился переулок Мюльфельдгассе (Mühlfeldgasse), названный в честь Ойгена Мюльфельда и натуралиста Карла Мегерле фон Мюльфельда.